# Theriodontia
Theriodonts (klada Theriodontia) su glavna grupa terapsida koja se pojavila tokom srednjeg perma i koja uključuje gorgonopsije i euteriodonte, uključujući i terocefalije i cinodonte.

## Imenovanje
Godine 1876, Ričard Oven je nazvao podred Theriodontia, koji je podelio na Cynodontia i Gomphodontia.
Moderni koncept klade osmislio je Džejms Alen Hopson. U njegovom sistemu, Theriodontia spada u dve glavne grupe: Gorgonopsia i Eutheriodontia. Potonja se sastoji od Therocephalia i Cynodontia.

## Taksonomija

### Klasifikacija
- Red Therapsida
  - Theriodont *
    - Podred †Gorgonopsia
      - Familija †Gorgonopsidae

    - Eutheriodontia
      - Podred †Therocephalia
        - Familija †Lycosuchidae
        - (nerangiran) †Scylacosauria
          - Familija †Scylacosauridae
          - Infraorder †Eutherocephalia
            - Familija †Hofmeyriidae
            - Familija †Moschorhinidae
            - Familija †Whaitsiidae
            - Nadfamilija †Baurioidea
              - Familija †Bauriidae
              - Familija †Ericiolacteridae
              - Familija †Ictidosuchidae
                - Rod †Ictidosuchoides
                - Rod †Ictidosuchus

              - Familija †Ictidosuchopsidae
              - Familija †Lycideopidae

      - Podred Cynodontia

### Filogenetika Theriodontia
- Therapsida
  - †Biarmosuchia
  - †Eotitanosuchia
  - †Dinocephalia
  - †Anomodontia
  - Theriodontia
    - †Gorgonopsia
    - †Therocephalia
    - Cynodontia
      - †Dviniidae
      - Mammalia
      - †Procynosuchidae
      - †Galesauridae
      - †Thrinaxodontidae
      - †Cynognathidae
      - †Gomphodontia
      - †Chiniquodontidae
      - †Probainognathidae
      - †Tritheledontidae (Ictidosauria)

## Napomene
1. ↑  Grčki: „oni sa zverskim zubima”, misleći na zube sličnije sisarima

## Spoljašnje veze
- Aron Ra - "Systematic Classification of Life (episode 18) - Theriodontia / Eutheriodontia"
- Theriodontia - at Paleos